# Насину
Насину (фидж. Nasinu) — город на острове Вити-Леву в Фиджи. Статус города Насину получил в 1999 году.
Насину — самый многонаселенный муниципалитет Фиджи, обогнавший столицу Сува, и один из самых быстрорастущих городов Фиджи. Это крупнейший жилой центр на Фиджи, где проживает большая часть рабочей силы. Его площадь является самой большой из всех муниципальных районов Фиджи и более чем в два раза превышает площадь Сувы.
За последние несколько лет рынок недвижимости Насину пережил значительный рост, что привело к существенному увеличению стоимости недвижимости.
В городе Насину произошёл значительный рост в результате инвестиций, сделанных индийцами, которые живут в Фиджи. Город включает в себя несколько компаний, профессиональные услуги и многочисленные магазины. Однако нехватка земли в этом районе сдерживает дальнейшее развитие Насину в один из главных городов Фиджи. Это также подталкивает коммерческое развитие к другим областям в пределах Насину и прилегающей области. Некоторые коммерческие комплексы, расположенные за пределами главной части города, выглядят следующим образом:
- ГМС Мега Центр (англ. Rups Mega Centre)
- торговый комплекс «Вив ра сс» (англ. Vivrass Shopping Complex)
- Торговый Комплекс «Винод Патель» (англ. Vinod Patel Shopping Complex)
- Торговый Комплекс «Хэн сонс» (англ. Hansons Shopping Complex)
- Торговый Комплекс «Мано хан»  (англ. Manohan Shopping Complex)
- Торговый Комплекс «Р Б Патель» (англ. R B Patel Shopping Complex)

## Пригороды
Город Насину включает в себя следующие пригороды:
- Пляжная Недвижимость Лаукала (англ. Laucala Beach Estate)
- Вале леву (англ. Valelevu)
- Надера (англ. Nadera)
- Надава (англ. Nadawa)
- Ваини вула (англ. Wainivula)
- Киноя (англ. Kinoya)
- Ньютаун (англ. Newtown)
- На соле (англ. Nasole)
- Не пани (англ. Nepani)
- Ма кои (англ. Makoi)
- На рере (англ. Narere)

Пляжная Недвижимость Лаукала и Вале леву являются наиболее развитыми из этих пригородов и имеют значительный рост на рынке недвижимости. В результате за последние пять лет цены на жилье и аренду выросли в три раза.

## Здравоохранение
Медицинские центры Вале леву и Ма кои Бан абаи являются основными медицинскими учреждениями в городе Насину. Оба объекта находятся под защитой правительства.

## Достопримечательности
- Национальный Университет Фиджи — главный кампус
- Штаб-квартира Land Transport Authority
- Штаб-квартира жилищного управления Фиджи
- Тренировочный Лагерь Офицеров Вооруженных Сил Фиджи (Учебная Группа Эми)[2]
- Ювенальная тюрьма Насину — единственный исправительный центр Фиджи для несовершеннолетних
- Канализационный завод Ки ноя — крупнейшая городская канализационная станция Фиджи
- Штаб-квартира управление водных ресурсов Фиджи
- Транспортный коридор Сува—Наусори — коридор, связывающий столицу Сува с городом Наусори
- Мега Центр Рупс — один из крупнейших коммерческих торговых центров Фиджи